# NGC 203
NGC 203 est une galaxie lenticulaire située dans la constellation des Poissons. NGC 203 a été découverte par l'astronome britannique Ralph Copeland en 1873. Cette galaxie a aussi été observée par l'astronome français Édouard Stephan le 18 novembre 1873 et elle a été inscrite au New General Catalogue sous la désignation NGC 211.

## Caractéristiques
Sa vitesse par rapport au fond diffus cosmologique est de 5 018 ± 26 km/s, ce qui correspond à une distance de Hubble de 74,0 ± 5,2 Mpc (∼241 millions d'al).
NGC 203 présente une large raie HI.